# قمارباز (ترانه مدونا)
«قمارباز» (به انگلیسی: Gambler) تک‌آهنگی از هنرمند اهل ایالات متحده آمریکا مدونا است که در سال ۱۹۸۵ میلادی منتشر شد.